# Макар Юрій Іванович
Юрій Іванович Макар (нар. 4 лютого 1935) — український історик. Заслужений діяч науки і техніки України. Почесний професор Чернівецького та Волинського університетів.

## Біографія
Юрій Іванович Макар народився 4 лютого 1935 року на Холмщині (тепер у складі Республіки Польща) у селі Новосілки Томашівського повіту. По закінченні сьомого класу не мав змоги продовжити навчання у школі, тому вступив до Володимира-Волинського педагогічного училища, яке розпочало підготовку вчителів фізичної культури. 1953 року, закінчивши училище, вступив на заочне відділення історичного факультету Київського університету. Паралельно розпочав учительську роботу в середній школі в селі Затурці Локачинського району Волинської області. 1954 року Макара призвали на військову службу в повітряно-десантні війська СРСР спочатку в Рязані, а потім у Рибінську. 1957 року Макар демобілізувався і продовжив заочно навчання у Київському університеті, одночасно працюючи вчителем. Вчителював спочатку в Новоукраїнській середній школі Забузького району Львівської області. З наступного навчального року (з вересня 1958 року) його перевели на посаду вчителя історії і фізкультури до середньої школи № 2 міста Червонограда. Коли 1962 року Макар закінчив навчання в університеті, його призначили директором Гірницької восьмирічної школи, яку він реорганізував згодом у Червоноградську середню школу № 6. У 1967 році Юрій Іванович урочисто прийняв щойнозбудовану Червоноградську середню школу № 10 та став її директором.
В 1970-му році захистив кандидатську дисертацію на тему: "Збройне повстання 1944 року в Варшаві".
1971 року за конкурсом перейшов до Чернівецького університету. Наприкінці 1975 року Макара обрали на посаду декана історичного факультету, яку він обіймав повних 27 років, залишивши її на початку 2003 року.
В 1989 році захистив докторську дисертацію на тему: "Становлення та зміцнення ладу народної демократії в Польщі (1944-1949).